# Paraesylacris columbiana
Paraesylacris columbiana là một loài bọ cánh cứng trong họ Cerambycidae.